# Online Certificate Status Protocol
Online Certificate Status Protocol (OCSP) är en IETF-standard för att kunna verifiera giltighet för digitala certifikat. OCSP ersätter spärrlistor (så kallade CRL – Certificate Revocation Lists).
Man kan likna OCSP-mekanismen med kontroller vid kreditkortköp – man kontrollerar mot en fjärrdator att ett kreditkort inte blivit stulet eller av annan anledning dragits in. Tidigare använde man sig av tryckta spärrlistor på stulna eller indragna kort. På samma sätt kan man se att certifikatet fortfarande gäller och att till exempel den privata nyckeln som hör ihop med certifikatet inte rapporterats att den har kommit på avvägar.